# Tornister

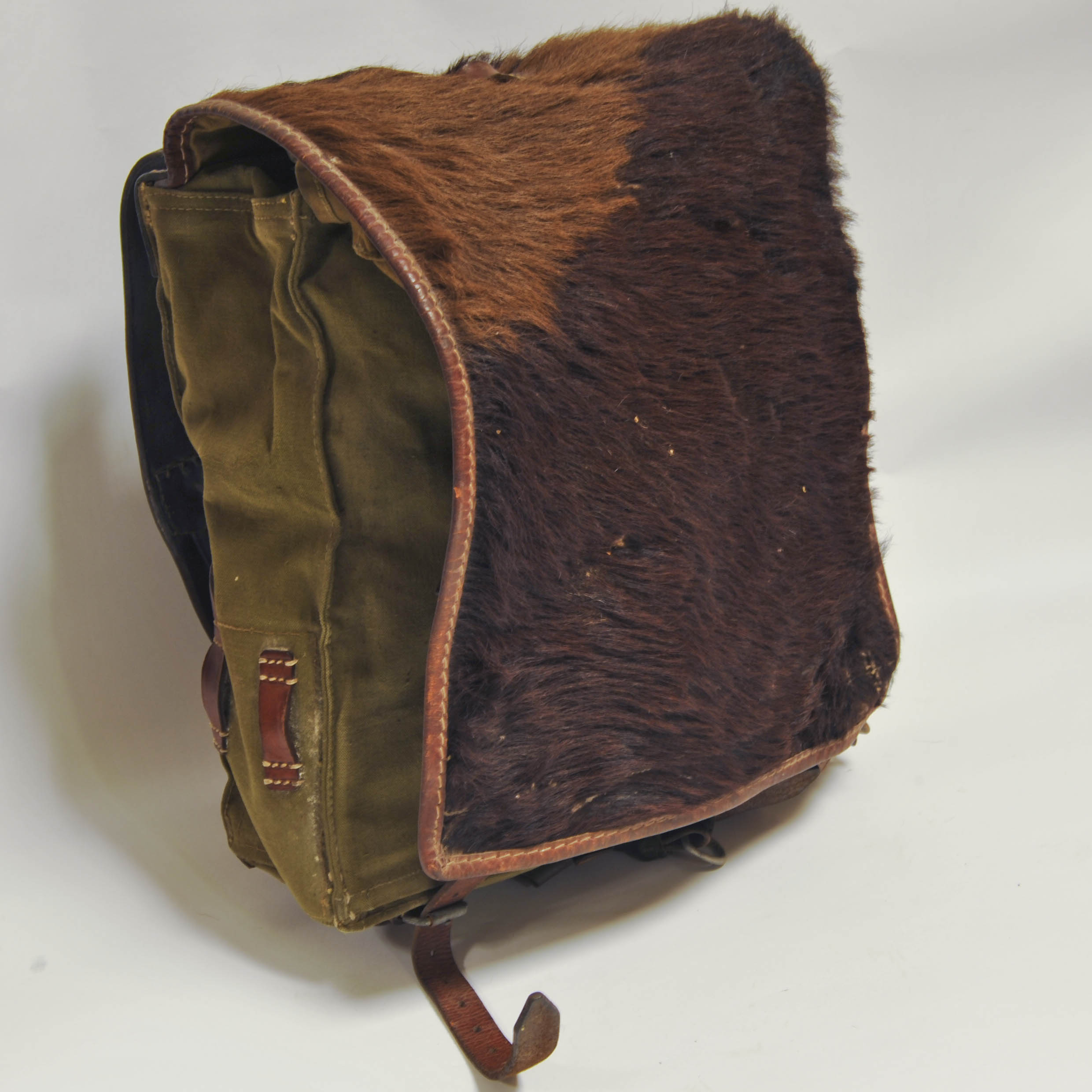
Tornister M34 der Wehrmacht von 1940. Zu diesem Zeitpunkt wurde bereits das Nachfolgemodell M 39 produziert.

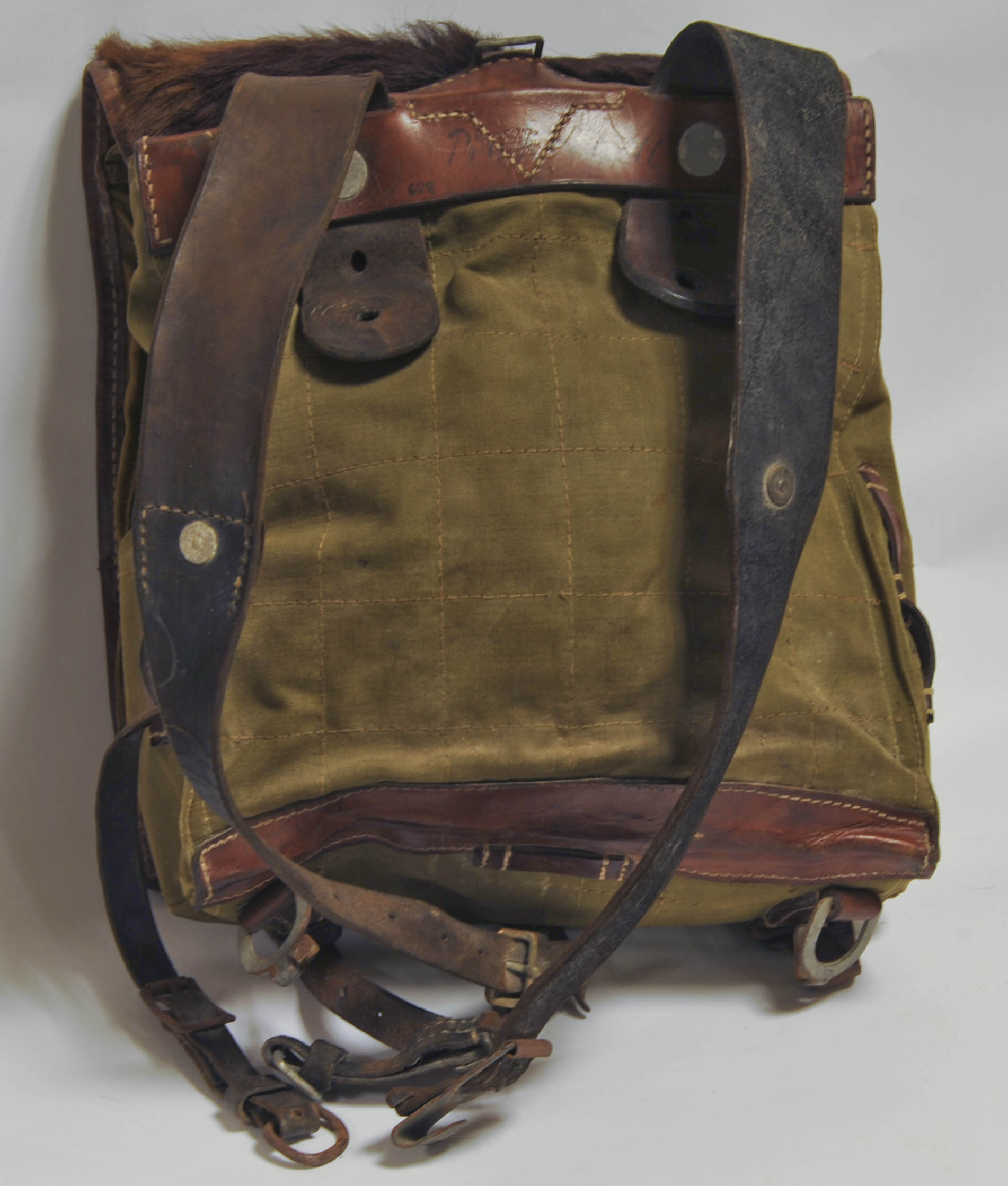
Rückseite eines Tornisters M34. An der Lasche des Tornisterbodens fehlt auf dem Foto der Koppelhaken, mit dem der Tornister an der Koppelrückseite stabilisiert werden konnte.

Der Tornister ist eine vorwiegend im militärischen Bereich verwendete Rucksackform. Charakteristisch war für sie eine Fell- oder Stoffbespannung, genäht über einen rechteckigen Holz- oder Kunststoffrahmen, militärische Tornister haben heute keinen Rahmen mehr. Das Innere ist meist mit Stoff ausgeschlagen. Bis in die jüngere Vergangenheit wurde der Tornister im Volksmund aufgrund seiner Fellbespannung auch als Affe bezeichnet.

## Wortherkunft
Das Wort Tornister ist mittelgriechischen Ursprungs (τάνιστρον tánistron „Futtersack der Reiter“). In der verschliffenen Form taistra drang das Wort über Rumänien in die polnische Sprache vor. Verbunden mit einem weiteren griechischen Wort κανίσκιον kanískion („Körbchen“) entstand im böhmisch-slowakischen Raum die Zusammensetzung tanistra („Futtersack“). Über Böhmen kam das Wort in die deutsche Militärsprache und bezeichnete ab dem 18. Jahrhundert als „Tornister“ den Soldatenränzel (siehe auch hochdeutsch Ranzen).

## Geschichte
Nach dem Ende der sich selbst versorgenden Landsknechtheere in der ersten Hälfte des 17. Jahrhunderts begannen die europäischen Staaten mit dem Aufbau professioneller stehender Armeen. Die Erfahrung der Grausamkeiten gegen Stadt und Land, welche die bisherige Kriegskunst vielfach als unumgänglich erachtet hatte, floss nun in die aufkeimenden humanistischen Auffassungen jener Zeit mit ein. Ein bis zu Beginn des Ersten Weltkriegs mehr oder minder gültiger Ehrenkodex wurde geschaffen, demzufolge Kriege nur mehr in offener Feldschlacht ohne Einbeziehung der Zivilbevölkerung ausgefochten werden sollten. Unmittelbar davon war auch die Ausrüstung des Soldaten betroffen. Die brandschatzenden, ungezügelten Landsknechte, welche das Land nach Nahrung plündernd durchstreiften, ersetzte nun ein immer besser entwickeltes Etappensystem, das die Soldaten im Feldlager sowie auf Marsch mit Nahrung, Kleidung und Munition professionell versorgen sollte. Dennoch sollten die Einheiten auch unabhängig vom Fouragewesen operieren können. Hierzu wurden völlig neue Konzepte unter anderem zu einer funktionaler werdenden Ausrüstung entwickelt. Aus dem oft ledernen, nicht standardisierten Ränzel oder Beutel des Landsknechts wurden bis zum Zweiten Weltkrieg aufwendige Tragesysteme, welche eine flexible Einheit mit der waffentechnischen Ausrüstung des Soldaten bilden. Typisch für das Erscheinungsbild des Tornisters ist die in Hufeisenform an den Seiten entlanggerollte Decke mit Mantel.

### Deutschland

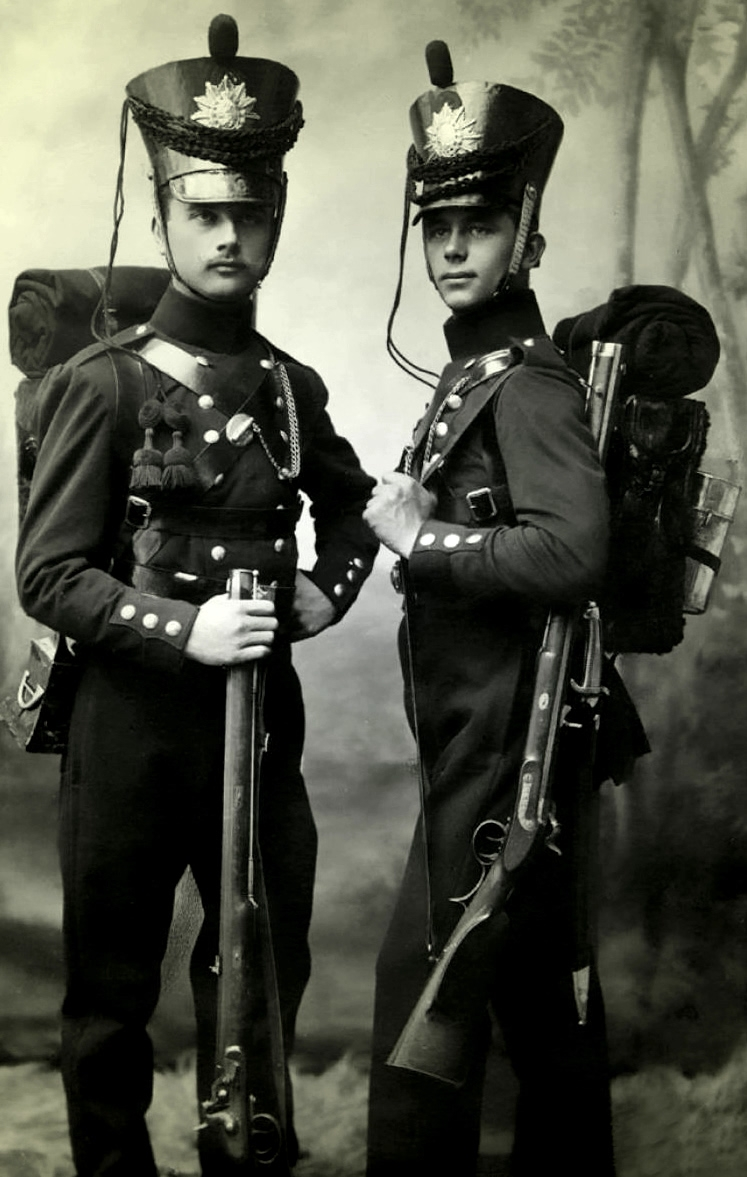
Zwei Mitglieder des Großherzoglich Mecklenburgischen Jäger-Bataillons Nr. 14 mit Tornistern

Wie in allen Ländern, war der Tornister auch hier ständigem Wandel unterworfen und bis zur Gründung des Deutschen Kaiserreiches in jedem Herrschaftsgebiet durch andere Normierungen geprägt. Im Laufe des 19. Jahrhunderts kann man jedoch bei der gesamten militärischen Ausrüstung eine Ausrichtung auf preußische Entwicklungen feststellen.

#### Oldenburg und Preußen
Ende 1810 wurde in Preußen der Brustriemen am Tornister eingeführt, eine Neuerung, welche den Tragekomfort des schweren, nach hinten ziehenden Transportgefäßes verbesserte. Einen Meilenstein setzte dann das sogenannte Virchowsche Marschgepäck (auch Virchow’sches Gepäck). Der mit seitlichen Trageriemen und Koppelaufhängung versehene Tornister löste das die Brust einengende Kreuzbandolier ab, zuerst 1837 im Oldenburgischen Militär, mit A.K.O. vom 7. Oktober 1847 dann auch bei den Fußtruppen der preußischen Armee.  Der „Vater“ dieser Neuerung war der spätere Major der Infanterie Johann Christoph Virchow (1788–1856), ein Onkel von Rudolf Virchow.
Mit den Brustriemen wurden seit den 1890er Jahren verstärkt auch Rucksäcke ausgestattet. Nach Einführung modernerer Tornister in der zweiten Hälfte des 19. Jahrhunderts, welche Koppel und Munitionstaschen in ein ganzheitliches System brachten, entfiel der Brustriemen wieder.

#### Deutsches Kaiserreich und Weimarer Republik
Der ab 1895 millionenfach hergestellte Tornister des deutschen Heeres mit dem stoffverkleideten Holz- oder Geweberahmen, den es im Ersten Weltkrieg aufgrund von Ledermangel als vereinfachte Ausführung vollständig aus grauem („schilfgrünem“) Baumwollstoff mit leinenweißem Innenbezug gab, verschwand erst mit den Umstrukturierungen bei Reichswehr und Wehrmacht in den frühen 1930er Jahren. Der Tornister M1895 war mit Rinderfell bezogen, die Lederteile naturbraun. Im Tornister befand sich Wäsche, Ersatzstiefel und Verpflegung. Im Deckel sind innen zusätzlich kleine Staufächer angebracht, in denen je ein Patronenpäckchen untergebracht war. Außen am Tornister brachte man den grauen Militärmantel (Modell 1887) und die bis 1914 beigefarbene Zeltbahn M1892 an. Ab 1914 wurde die Zeltbahn nur mehr in den gedeckteren Farben schilf und grau hergestellt. Das schwarzgestrichene nierenförmige Kochgeschirr M1910 konnte mit zwei naturfarbenen Lederriemen auf dem Tornisterdeckel befestigt werden. Die Metallteile waren aus Messing mit vernickelten Eisennieten und wurden erst im Zuge des Ersten Weltkriegs aus verzinktem oder lackiertem Eisen hergestellt. Da das Koppelzeug damals auf Taillenhöhe getragen wurde, fielen die Trageriemen recht kurz aus. Die Schnallriemen zum Befestigen von Mantel und Kochgeschirr waren bis 1914 ebenfalls naturfarben mit Aluminiumbeschlägen. Im Kriege wurde das wertvolle Aluminium rasch durch billigeres lackiertes Eisen ersetzt und die Lederteile mussten ab 1915 geschwärzt werden. Bis in die 1980er Jahre waren diese Riemen – schwarzlackiert mit Aluminiumbeschlägen – bei der westdeutschen Polizei und beim Bundesgrenzschutz in Gebrauch.

#### 1934 bis 1945
Optisch änderte sich beim im November 1934 eingeführten Tornister M34 nur wenig am Erscheinungsbild, obwohl man nun den sperrigen Holzrahmen wegließ, die Seitenteile aus Stoff bestanden und das ab April 1941 grauoliv gestrichene nierenförmige Kochgeschirr nun nicht mehr auf dem aufklappbaren Kalbfellrücken angebracht werden konnte.
Für den Felldeckel mussten die Pelzzurichter ihre Arbeitsprozesse verändern, die modernen Gerbmethoden waren nicht unbedingt wasserbeständig. Es wurde eine Alaunzurichtung (mit Aluminiumsalzen) vorgeschrieben, die eine gewisse Wasserbeständigkeit gewährleistete. Zu Beginn des Krieges wurde sie so weiterentwickelt, dass auch die anfangs noch möglichen Schäden durch im Leder freie Säuren weitgehend verhindert wurden. Durch das sogenannte Eulanisieren wurden die Kalbfelle gegen Insektenfraß geschützt.
Das Kochgeschirr bekam jetzt seinen Platz neben Feldflasche und Zeltplane am Brotbeutel. Einige Verstärkungen an den ledernen Schlaufen des Tornisters wurden mit Naturdarm ausgeführt. Wie schon bei früheren deutschen Modellen, waren an den ledernen Trageriemen vorne auf Brusthöhe Nieten eingeschlagen, an denen zwei zusätzliche Lederriemen mit verstellbaren Koppelhaken angebracht waren. Diese Haken, von denen sich einer am unteren Tornisterrahmen im Rücken des Trägers befand, wurden vorne mit den Munitionspäckchen oder Aufschiebeschlaufen verbunden, welche auf das Koppel geschoben wurden und im Rücken direkt mit dem Koppel verhakt. Dieses System gewährleistete, dass das Koppel, an dem im Ersten und Zweiten Weltkrieg Seitengewehr, Brotbeutel, Feldspaten, Munitionstaschen und vieles weitere befestigt wurde, nicht verrutschte. Zusätzlich diente es auch zur Stabilisierung des Tornisters. Ab April 1939 wurde erneut ein neues Tornistermodell (M39) an die Truppe ausgegeben, es ist jedoch nahezu identisch mit dem Modell 34. Das Kochgeschirr konnte nun in einem Stoffsäckchen, das im Tornisterinneren angebracht war, verstaut werden, und in der Mitte der unteren Hälfte des Tornisterrückens war eine lederne Lasche angebracht worden. Ein weiterer Zusatz befand sich zu beiden Seiten oben auf dem Tornisterrücken. Dort befanden sich nun zwei D-förmige Metallringe.

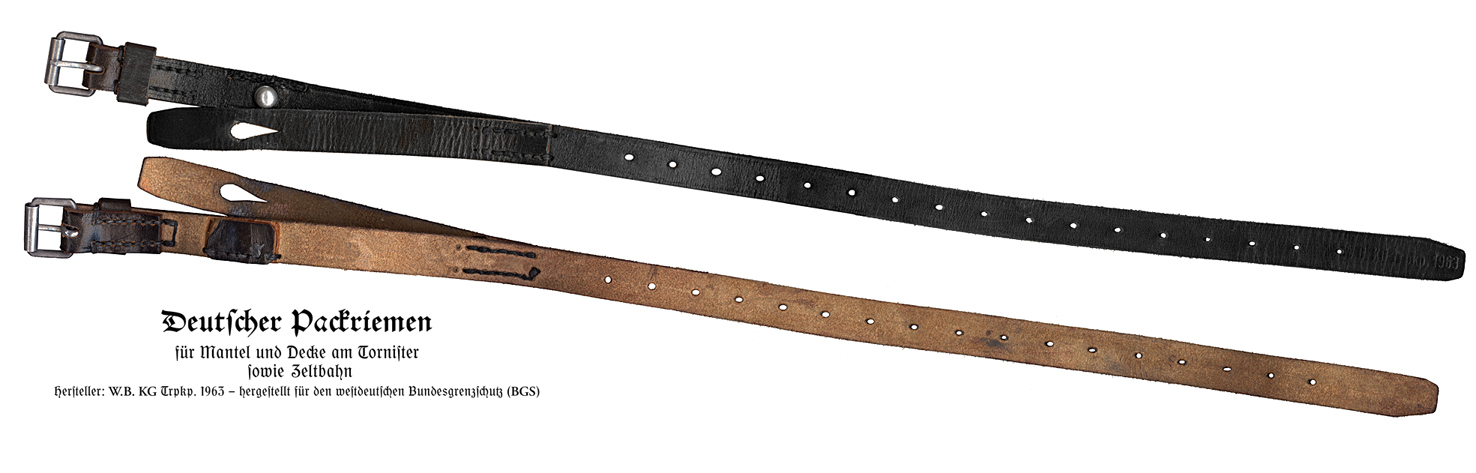
Dieser Packriementyp war ab der zweiten Hälfte des 19. Jahrhunderts bis in die 1970er Jahre bei der deutschen Armee bzw. zuletzt beim Bundesgrenzschutz (BGS) in Gebrauch.

Im Jahr 1939 kamen die ersten kombinierbaren Koppeltragegestelle auf. Diese bestanden in der Regel weiterhin aus Leder, wurden aber auf dem afrikanischen Kriegsschauplatz und gegen Ende des Krieges auch in Webgurt-Ausführung geliefert. Ab diesem Zeitpunkt wurden viele Tornister nicht mehr mit eigenen Trageriemen hergestellt, sondern besaßen nunmehr lediglich graugestrichene Metallhaken, welche in das Tragegestell, das nun auch für ein spezielles Sturmgepäck (A-Rahmen) oder für Sondermunition genutzt werden konnte, eingehängt wurden. Ab Beginn des Krieges wurden die bisher in naturbrauner Farbe belassenen Lederteile schwarz gestrichen. Auch ältere Modelle wurden teilweise nachgestrichen, doch hielt hier der Farbauftrag nicht immer. Die Qualität deutscher Tornister änderte sich mit dem Fortschreiten des Zweiten Weltkriegs und dem Nachschubmangel. Wurden gegen Ende der 1930er Jahre die meisten der eingesetzten Metallteile noch aus Aluminium hergestellt, wich dieses wertvolle Metall bald schon lackierten Eisenausführungen. Zudem kamen in der zweiten Kriegshälfte bereits teilgenietete statt vernähte Tornister auf und die Fellteile wurden teilweise aus älteren Beständen oder Damenmänteln zusammengestückelt. Auch bei dem im Inneren verwendeten Stoff wurde nun vielfach alles eingesetzt, was der jeweilige Hersteller zur Verfügung hatte. Es kann festgestellt werden, dass der Tornister spätestens im Zweiten Weltkrieg seine Rolle als allzeit präsentes Ausrüstungsstück des deutschen Soldaten eingebüßt hat. Der neuzeitliche Nachschubapparat hatte ihn weitgehend überflüssig gemacht. Da die Wehrmacht niemals eine zentrale Manufaktur besaß, kann man an allen Tornistern Unterschiede in der Herstellung und Ausführung erkennen.
In den Notjahren nach dem Ende des Zweiten Weltkrieges wurden die in größerer Menge vorhandenen Wehrmachtstornister von der Bevölkerung gerne als praktisches Transportmittel weiterbenutzt. Da durch Materialmangel und die Zerstörung vieler Fabriken kaum Neuware erhältlich war, wurden sie auch zu Handtaschen oder Aktentaschen umgearbeitet.

#### Bundesrepublik Deutschland

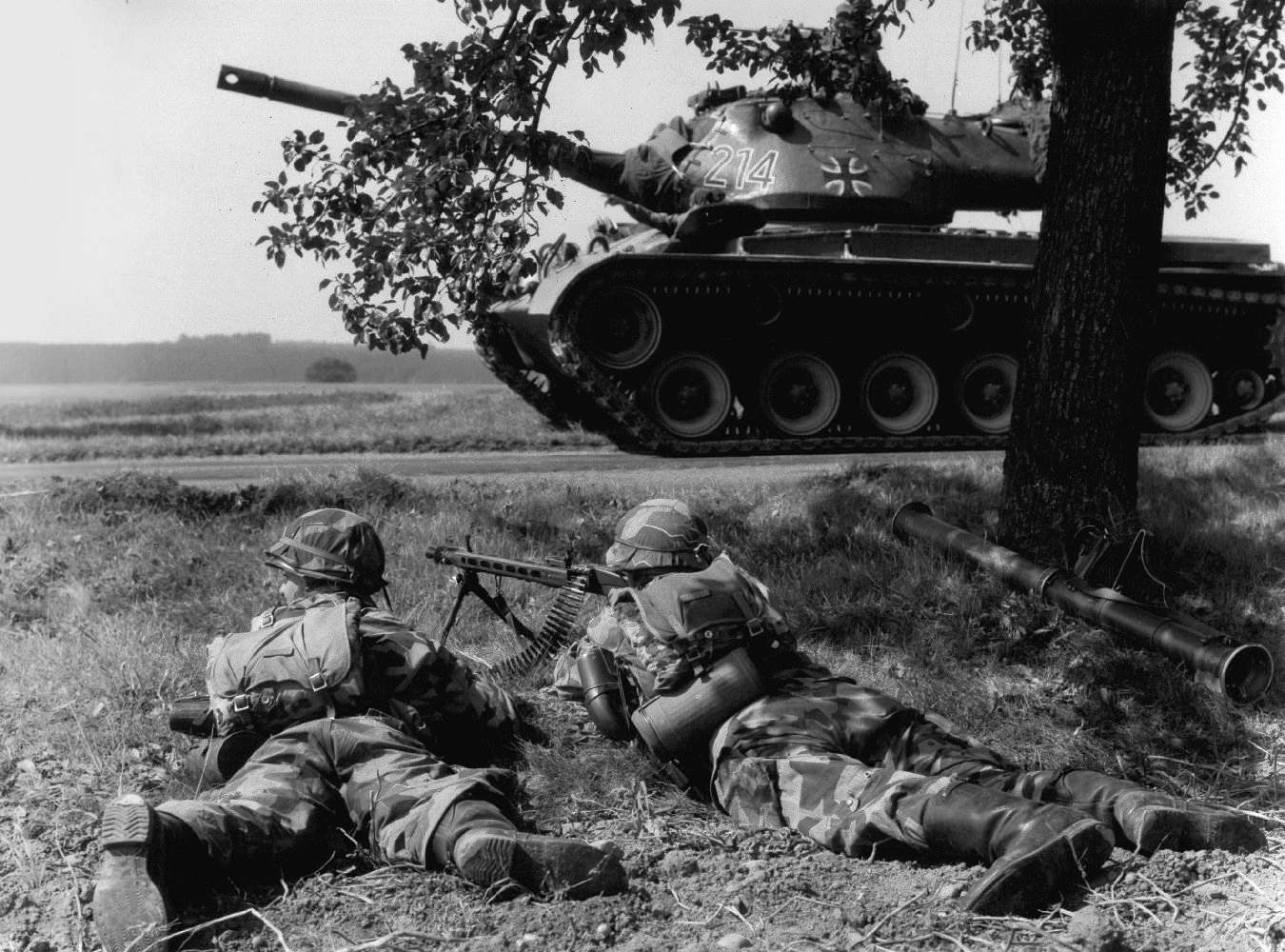
Soldaten der Bundeswehr im Splittertarn-Kampfanzug mit Knobelbechern und der Großen Kampftasche, 1960. Die Zeltplane wird ähnlich wie beim Tornister in Form einer Hufeisenrolle mitgeführt.

Der Tornister fand sich in der Nachkriegszeit in der Bundeswehr kurz nach ihrer Gründung, als „Große Kampftasche“, als Stofftornister am Koppeltragegestell (Koppeltragegestell, schwer) der Soldaten wieder. Seine Größenmaße und seine konzeptionelle Ausführung ließen sich unmittelbar auf das Wehrmachtsmodell M34/39 zurückführen. Statt des Fellrückens besaß der Tornister nun eine Stoffklappe, die wie das gesamte Modell einen einfarbigen Olivton (sogenanntes „NATO-Oliv“) aufwies. Mit dem System „Soldat 95“ und der damit verbundenen Umstellung auf ein neues Koppeltragesystem (M95), verschwand die „Große Kampftasche“ aus dem Bestand der Bundeswehr.

### Schweiz

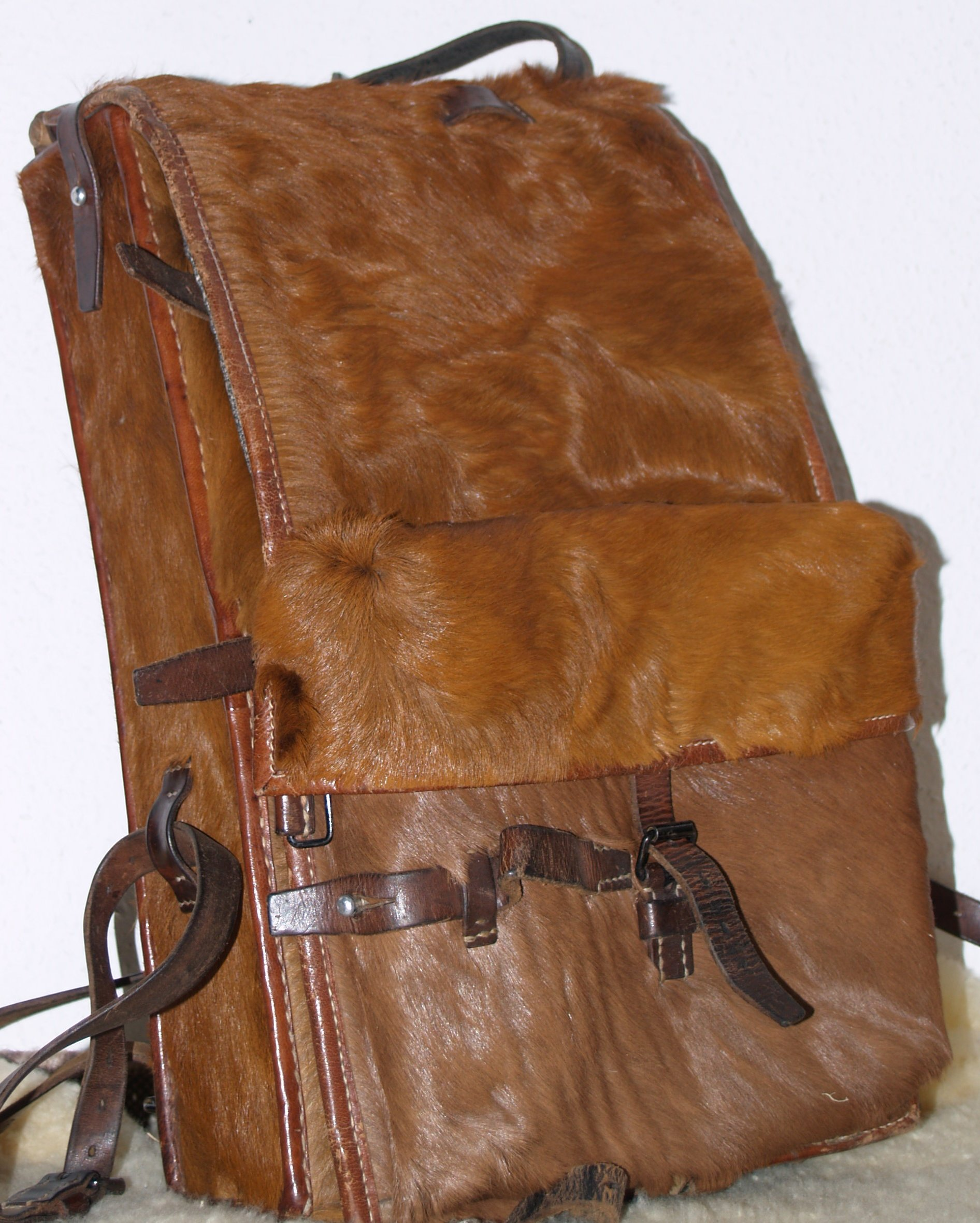
Rechteckiger Schweizer Infanterietornister, Modell 42 (1942)

Der bis 1898 genutzte Infanterie-Felltornister war dem quadratischen Modell des 20. Jahrhunderts sehr ähnlich, jedoch kleiner. Ab 1898 wurde der rechteckige Infanterietornister in der Schweizer Armee eingeführt und bis zuletzt unverändert genutzt. Dieser Tornister ist größer als das deutsche Modell. Es gab zusätzlich einen Funk- und Sanitätstornister von quadratischer Form. Alle Schweizer Tornister haben außen eine Bespannung aus Kuhfell und besitzen einen relativ schweren Holzrahmen. Im Inneren ist der Tornister mit einem naturweißen Stoff ausgeschlagen, alle Lederteile sind naturbraun belassen. Der Infanterietornister hat eine abnehmbare Deckeltasche, welche als Sturmgepäck genutzt werden kann. In der Regel war nur der Mantel und das schwarzgestrichene nierenförmige Kochgeschirr aufgeschnallt. Feldspaten und anderes Material konnten dazukommen. Während des Ersten Weltkriegs wurde auch ein Stoffmodell des Infanterietornisters eingeführt, das während des Zweiten Weltkriegs erneut in Gebrauch war.
Für Offiziere gab es ein eigenes Modell, das im Gegensatz zum normalen Infanterietornister etwas kleiner hergestellt wurde. Zudem war das Innere bei diesem Modell mit Seide ausgelegt.

### Österreich
In der k.u.k Infanterie war ein Kalbsfelltornister (kroat. telećak) Teil der persönlichen Ausrüstung.

### Frankreich
Ab 1893 war ein neuer Tornister ausgegeben worden. Dieser hatte, wie damals üblich, einen integrierten Holzrahmen. Die Beriemung bestand aus schwarzem Leder und besaß Trage- bzw. Befestigungsriemen, die an den Koppel-Patronentaschen eingehakt wurden. Während des Ersten Weltkriegs reduzierte sich die Gewichtsbelastung, da Decken und Zeltplanen nun nicht mehr zur Kampfausrüstung gehörten. Zum damaligen Zeitpunkt wurde auf dem Tornister ein Stoffbeutel zur Aufbewahrung von Reserveschuhen sowie das 1852 eingeführte Kochgeschirr getragen.

## Nichtmilitärischer Gebrauch
Ein Kürschner-Fachbuch von 1914 beschreibt den Ursprung der Bezeichnung Affe für den Tornister, in Zusammenhang mit der Anfertigung von „Schul- und Soldatenranzen, ehedem die „Fell“-Eisen, jetzt die Automobilkoffer...“ usw. wie folgt:

„[…] nicht zu vergessen des echten Affen. Einer ganzen Kategorie von anhängbaren Tornistern lieh dieser Pelz den Namen, weil sein Besitzer, jener unvermeidliche Begleiter der Bärenführer von einst, nach dem Beschlusse seiner Messartistenlaufbahn sein dauerhaftes Kleid für einen notwendigen Neubezug der Reisetasche seinem Herrn und Gebieter hinterließ.“

### Schultornister

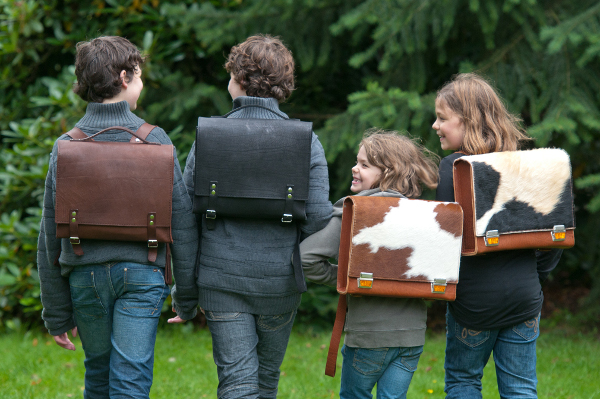
Traditionelle Schulranzen; regional auch Tornister genannt

Ab Ende des 19. Jahrhunderts wurde die Bezeichnung Tornister auch für den auf dem Rücken getragenen und aus Stoff und Leder gefertigten Schulranzen übernommen, sie wird besonders in Nord- und Nordwestdeutschland bis heute in dieser Bedeutung verwendet. Die bis in die 1960er Jahre typischen Schulranzen ähneln den Militärtornistern des 19. Jahrhunderts.

### Pfadfinder- und Jugendbewegung

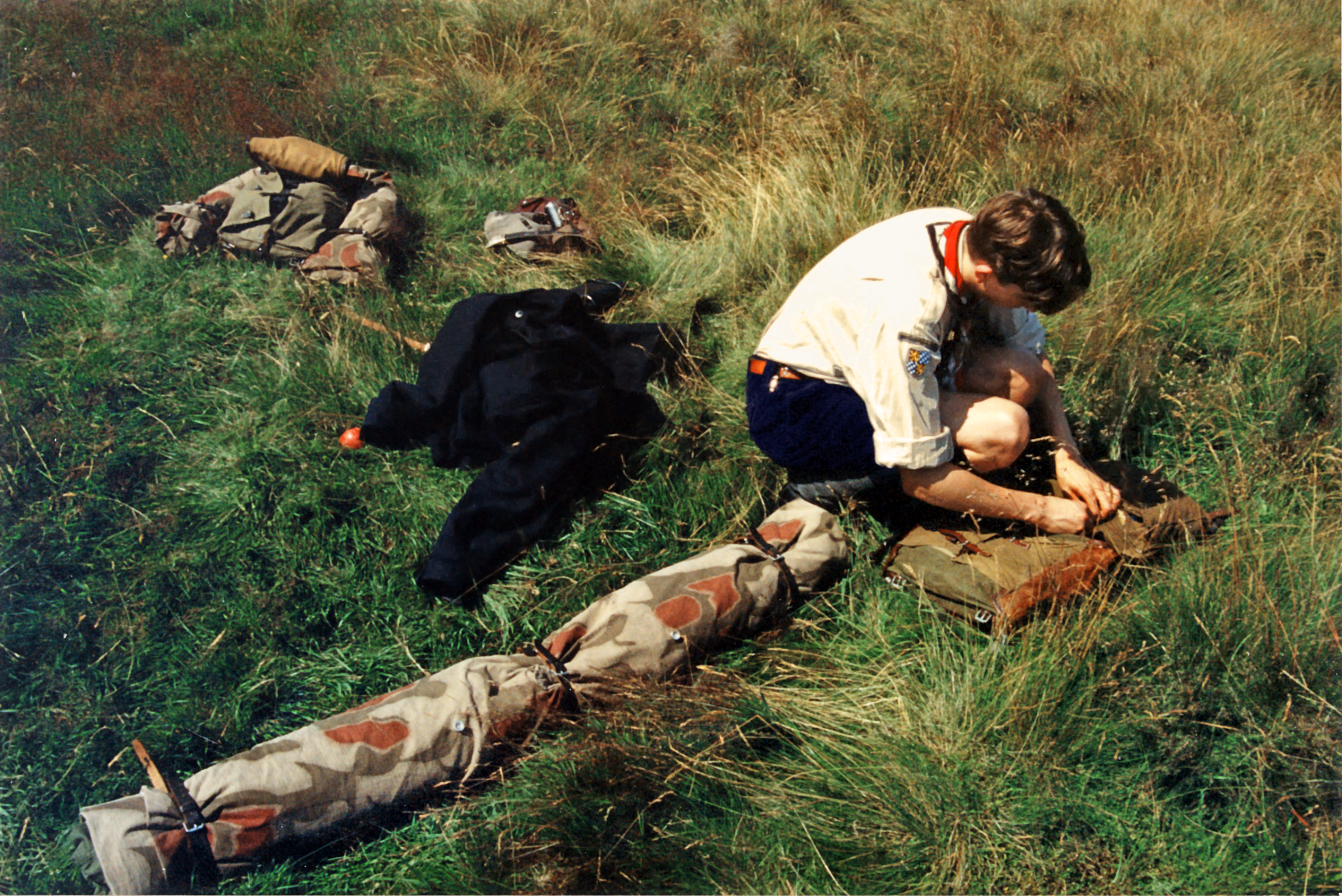
Deutsche Pfadfinder beim Tornisterpacken

Nach der Gründung des Wandervogels und seiner romantischen Suche nach der Blauen Blume wurde der Tornister zum begehrten Gepäckstück. Bei den deutschen Pfadfindern hingegen war zur selben Zeit in aller Regel der einfachere, rahmenlose Rucksack im Einsatz. Erst die Heimkehrer des Ersten Weltkriegs machten den typischen Tornister in der Pfadfinder- und Jugendbewegung zum beliebtesten Transportgefäß bis in die Mitte des 20. Jahrhunderts. Als dann die privaten Ansprüche der Pfadfinder und Jugendbewegten auf Fahrt und Lager wuchsen, zog man wesentlich geräumigere Rucksackformen vor. Da der Tornister jedoch bei einigen Pfadfinderschaften noch immer gefragt ist, werden sie auch heute noch angeboten. Neben gebrauchten Modellen wurden für die Pfadfinder- und Jugendbewegung in den 1980er und 1990er Jahren auch neue Tornister mit leichtem Kunststoffrahmen anstelle des früheren Holzrahmens vertrieben.

### DDR
In den 1970er und 1980er Jahren war ein historischer Tornister ein seltenes und daher angesagtes Accessoire innerhalb der nichtangepassten, oppositionellen Jugendkultur in der DDR, der Blueser- oder Kundenszene. Der fellbespannte Affe wurde öffentlich im Alltag oder auch beim Trampen zu Konzerten und Begegnungen getragen.